# Ядрено делене
Ядрено делене в ядрената физика и ядрената химия е вид ядрена реакция, при която тежки атомни ядра се разпадат на по-леки такива със сравними маси. Най-често наблюдавано е разпадането на 2 по-леки ядра, но не е изключено разпадането на 3 или 4 ядра със сравними маси. Процесът може да е съпроводен също така с излъчването на неутрони, алфа частици, гама лъчи и голямо количество енергия. Това е екзотермична реакция, при която се освобождават огромни количества енергия под формата на електромагнитно излъчване или кинетична енергия. Това се използва в ядрените реактори и за производство на ядрено оръжие. Количеството свободна енергия в ядреното гориво е милиони пъти по-голямо от количеството свободна енергия в подобна по големина маса химическо гориво (като бензин).
Ядреното делене бива принудено – под действието на неутрони, тежки йони, гама-кванти и някои други частици, както и спонтанно.

## Преглед на явлението

### Механизъм
Ядрено делене може да се осъществи без бомбардиране с неутрони като вид радиоактивен разпад. Този вид се нарича спонтанна радиоактивност, което е рядък случай при тежките изотопи. Практически, ядреното делене протича като ядрена реакция – процес, при който ядрото се бомбардира с частици, вследствие на сблъсъка с които се наблюдават промени (например в ядрените реактори).
Днес съществуват много различни видове ядрени реакции. Деленето на ядрото се отличава от другите по това, че може да бъде усилена и в отделни редки случаи контролирана по пътя на верижната реакция. При такъв вид реакции се образуват свободни неутрони, които от своя страна могат да предизвикат ново делене, при което отново да се отделят свободни неутрони и така нататък.
Изотопите на химичния елемент, който е отговорен за верижната реакция, се наричат ядрено гориво. Най-често за ядрено гориво се използва 235U (изотоп на урана с атомна маса 235 използван в ядрените реактори) и 239Pu (изотоп на плутоний с атомна маса 239). Тези горива се разпадат на химични елементи с атомни маси от порядъка на 95 и 135 u.

### Енергетика
Типичните процеси, свързани с делене на ядрото, отделят около двеста милиона eV (200 MeV) енергия при всяко събитие. За сравнение, повечето химични реакции като горене на въглища или тротил, отделят няколко eV на събитие, което показва, че ядреното гориво съдържа милиони пъти повече полезна енергия от химическото гориво. Енергията при ядреното делене се отделя във вид на кинетична енергия на продуктите и фрагментите, както и електромагнитно излъчване под формата на гама лъчи. В ядрените реактори тази енергия се превръща в топлина.
В атомните бомби тази топлина може да бъде използвана за повишаване на температурата на сърцевината на бомбата до около 100 милиона Келвина и предизвика вторични емисии на меко рентгеново лъчение, което превръща част от енергията в йонизирано излъчване. В неутронните бомби голямо количество енергия се отделя като йонизиращо.

## История

### Откритие
Почти веднага след откритието на неутрона в 1932 година от Джеймс Чадуик започват да бъдат изучавани техните взаимодействия с ядрото. В същата година в САЩ Ърнест Лорънс пуска първия циклотрон, а в Англия Джон Кокрофт и Ърнест Уолтън построяват първия ускорител на протони, способен да разцепи ядрото.
През следващите няколко години редица други учени – Нилс Бор, Яков Френкел и Джон Уилър разработват най-важните теоретични модели — капковия модел на ядрото и съставното ядро, които спомагат неимоверно за откритието на деленето на ядрото. През 1934 година Ирен Жолио-Кюри и Фредерик Жолио-Кюри откриват изкуствената радиоактивност, която става важна стъпка по пътя на откритието. По това време Енрико Ферми със своите сътрудници провежда опити на облъчване на различни химични елементи с неутрони. Един от тези елементи е уран - най-тежкият елемент в природата. По този начин са открити трансурановите елементи.
След 5 години, през 1939 година Ото Хан и Фриц Щрасман откриват процеса на делене на ядрото.. След облъчването на уран с бавни неутрони немските физици отделят радиоактивен продукт, който в началото считат за изотоп на радия, но по-нататъшните изследвания показват, че това всъщност е барий, а не по-тежките елементи с аналогични свойства. Двамата учени публикуват тази хипотеза, която съдържа революционното заключение, че облъчването на ядрото на урана (Z=92) с неутрони може да доведе до образуването на ядра с маса два пъти по-малка в сравнение с първоначалната (за бария Z=56).
Малко след това Ото Фриш и Лиза Майтнер дават физическо обяснение на процеса на делене на ядрото на урана, за което Фриш незабавно съобщава на Бор. Фриш и Майтнер за първи път употребяват термина деление (на английски: fission), подсказан от американския биолог Арнолд.
На знаменитата конференция по теоретична физика във Вашингтон на 26 януари 1939 година Нилс Бор съобщава за откритието на деленето на урана. Физиците дори на дочакват края на доклада, те напускат залата, за да се завърнат в лабораториите си и да проверят и потвърдят резултатите от това съобщение.
През лятото на 1939 година Бор и Уилър представят статията „Механизми за деленето на ядрото“, в която е дадено обяснение на механизма на делене на ядрото с помощта на капковия модел. Този модел се използва активно и по-нататък.

### Проект Манхатън
Проектът Манхатън е кодовото название на проект за създаване на първите в света ядрени оръжия, осъществен в САЩ между 1939 и 1946 година със сътрудничеството на Великобритания и Канада. Всички дейности се осъществяват под контрола на Иженерния корпус на Армията на САЩ, а самият проект е ръководен от Дж. Робърт Опенхаймер. В резултат на тези усилия през 1945 година са построени и взривени три атомни бомби. Две от тях са плутониеви (Fat Man - в превод „Дебелака“ и „Тринити“), а другата е ураниева (Little Boy в превод - „Малчугана“). Първа е взривена „Тринити“ - на 16 юли 1945 година, край Аламогордо, Ню Мексико.

### Ядрено оръжие
Ядреното оръжие е бомба, която използва освободената енергия или друг вид разрушителни ефекти, причинени от ядрени реакции.
В историята две атомни бомби са взривени над вражеска страна, като и двете от САЩ в края на Втората световна война. Първата експлодира на 6 август 1945 над Хирошима, а втората над Нагасаки с кодовото название „Дебелака“, която е от имплозивен тип и носи плутоний. В резултат почти веднага загиват 120 000 души от наранявания, причинени от експлозиите и от силното облъчване с радиация, а в дългосрочен план умират много повече поради поетите големи дози радиация. Употребата на тези оръжия довежда до спора доколко необходимо е било използването им.
След Хирошима и Нагасаки, атомни бомби са взривявани над две хиляди пъти по различни поводи, като ядрени опити и за демонстративни цели. Страните, които със сигурност са взривявали такива оръжия (в хронологичен ред) са: САЩ, СССР, Великобритания, Франция, Китай, Индия, Пакистан и Северна Корея.